# Ingebjörg Darsow-Faller
Ingebjörg Darsow-Faller (* 1. August 1977 in Northeim) ist eine deutsche Juristin. Sie ist seit Januar 2023 Richterin am Bundesarbeitsgericht.

## Leben und Wirken
Darsow-Faller war nach Abschluss ihrer juristischen Ausbildung mit der Zweiten juristischen Staatsprüfung in Wiesbaden zunächst als freie Mitarbeiterin in einer Rechtsanwaltskanzlei tätig. Im November 2005 trat sie in die Arbeitsgerichtsbarkeit des Landes Baden-Württemberg ein und war beim Arbeitsgericht Karlsruhe eingesetzt. 2007 wurde sie promoviert. Von Mai 2009 bis Juni 2012 war sie als wissenschaftliche Mitarbeiterin an das Bundesverfassungsgericht und von September 2015 bis August 2017 als wissenschaftliche Mitarbeiterin an den Europäischen Gerichtshof für Menschenrechte abgeordnet. Seit Mai 2018 war Darsow-Faller am Arbeitsgericht Freiburg im Breisgau tätig. Von Juli 2019 bis März 2020 erfolgte ihre Erprobung am Landesarbeitsgericht Baden-Württemberg.
Mit ihrer Ernennung zur Richterin am Bundesarbeitsgericht ab dem 1. Januar 2023 wies das Präsidium Darsow-Faller dem 9. Senat zu, der vor allem für das Urlaubsrecht, den Arbeitnehmerstatus und die Teilzeitbeschäftigung zuständig ist.